# Pirata (genere)
Pirata Sundevall, 1833 è un genere di ragni appartenente alla famiglia Lycosidae.

## Distribuzione
Le 56 specie note di questo genere sono state reperite in America, Africa, Asia ed Europa: le specie dall'areale più vasto sono la P. piraticus, reperita in varie località dell'intera regione olartica e la P. piscatorius rinvenuta in diverse località della regione paleartica.

## Tassonomia
Considerato un sinonimo anteriore di Sosilaus Simon, 1898 a seguito di un lavoro degli aracnologi Wallace e Exline del 1978 con trasferimento della specie tipo.
Non è sinonimo anteriore di Piratula Roewer, 1960; confronta la nota della sezione tassonomia della voce Lycosa, concernente la vecchia denominazione Foxicosa.
Non sono stati esaminati esemplari di questo genere dal 2015.
Attualmente, ad agosto 2017, si compone di 56 specie:
1. Pirata abalosi (Mello-Leitão, 1942) — Argentina
2. Pirata affinis Roewer, 1960 — Congo
3. Pirata africana (Roewer, 1960) — Namibia
4. Pirata alachuus Gertsch & Wallace, 1935 — USA
5. Pirata allapahae Gertsch, 1940 — USA
6. Pirata apalacheus Gertsch, 1940 — USA
7. Pirata aspirans Chamberlin, 1904 — USA, Canada
8. Pirata brevipes (Banks, 1893) — Congo
9. Pirata browni Gertsch & Davis, 1940 — Messico
10. Pirata bryantae Kurata, 1944 — Canada, Alaska
11. Pirata catindigae Barrion, Barrion-Dupo & Heong, 2013 — Cina
12. Pirata cereipes (L. Koch, 1878) — Asia centrale
13. Pirata chamberlini (Lessert, 1927) — Congo, Africa orientale
14. Pirata coreanus Paik, 1991 — Corea
15. Pirata davisi Wallace & Exline, 1978 — USA, Messico
16. Pirata digitatus Tso & Chen, 2004 — Taiwan
17. Pirata felix O. P.-Cambridge, 1898 — Messico
18. Pirata hiteorum Wallace & Exline, 1978 — USA
19. Pirata indigena Wallace & Exline, 1978 — USA
20. Pirata iviei Wallace & Exline, 1978 — USA
21. Pirata mayaca Gertsch, 1940 — USA, Isole Bahama, Cuba
22. Pirata molensis (Strand, 1908) — Etiopia
23. Pirata montanoides Banks, 1892 — USA
24. Pirata montanus Emerton, 1885 — USA, Canada, Russia
25. Pirata nanatus Gertsch, 1940 — USA
26. Pirata niokolona Roewer, 1961 — Senegal
27. Pirata pagicola Chamberlin, 1925 — dal Messico al Panama
28. Pirata pallipes (Blackwall, 1857) — Algeria
29. Pirata piratellus (Strand, 1907) — Giappone
30. Pirata piraticus (Clerck, 1757)[2] — Regione olartica
31. Pirata piratimorphus (Strand, 1908) — USA
32. Pirata piscatorius (Clerck, 1757) — Regione paleartica
33. Pirata praedo Kulczyński, 1885 — Russia
34. Pirata proximus O. P.-Cambridge, 1876 — Egitto
35. Pirata rubicundicoloratus (Strand, 1906) — Algeria
36. Pirata sagitta (Mello-Leitão, 1941) — Argentina
37. Pirata sanya Barrion, Barrion-Dupo & Heong, 2013 — Cina
38. Pirata sedentarius Montgomery, 1904 — America settentrionale, Grandi Antille
39. Pirata seminolus Gertsch & Wallace, 1935 — USA
40. Pirata soukupi (Mello-Leitão, 1942) — Perù
41. Pirata spatulatus Chai, 1985 — Cina
42. Pirata spiniger (Simon, 1898) — USA
43. Pirata subannulipes (Strand, 1906) — Etiopia
44. Pirata subpiraticus (Bösenberg & Strand, 1906) — Cina, Corea, Giappone
45. Pirata suwaneus Gertsch, 1940 — USA, Isole Bahama
46. Pirata sylvanus Chamberlin & Ivie, 1944 — USA
47. Pirata taurirtensis (Schenkel, 1937) — Marocco
48. Pirata tenuitarsis Simon, 1876 — dall'Europa all'Asia centrale
49. Pirata timidus (Lucas, 1846) — Algeria
50. Pirata trepidus Roewer, 1960 — Namibia
51. Pirata triens Wallace & Exline, 1978 — USA
52. Pirata turrialbicus Wallace & Exline, 1978 — Costa Rica, Panama, Cuba
53. Pirata veracruzae Gertsch & Davis, 1940 — Messico
54. Pirata welakae Wallace & Exline, 1978 — USA
55. Pirata werneri (Roewer, 1960) — Marocco
56. Pirata zavattarii (Caporiacco, 1941) — Etiopia

### Sinonimi
1. Pirata arenicola Emerton, 1909; trasferita dal genere Allocosa e posta in sinonimia con P. aspirans Chamberlin, 1904 a seguito di un lavoro degli aracnologi Wallace & Exline, 1978[1].
2. Pirata blabakensis Barrion & Litsinger, 1995; posta in sinonimia con P. subpiraticus (Bösenberg & Strand, 1906) a seguito di uno studio degli aracnologi Omelko, Marusik & Koponen del 2011.
3. Pirata californicus Banks, 1904; posta in sinonimia con P. sedentarius Montgomery, 1904 a seguito di un lavoro degli aracnologi Wallace & Exline del 1978.
4. Pirata gertschi Chamberlin & Ivie, 1944; posta in sinonimia con P. mayaca Gertsch, 1940 a seguito di uno studio degli aracnologi Wallace & Exline, 1978.
5. Pirata gratus Gertsch & Davis, 1940; trasferita dal genere Allocosa e posta in sinonimia con P. felix O. Pickard-Cambridge, 1898 a seguito di uno studio di Wallace & Exline, 1978.
6. Pirata haploapophysis Chai, 1987; posta in sinonimia con P. subpiraticus (Bösenberg & Strand, 1906) a seguito di un lavoro degli aracnologi Omelko, Marusik & Koponen del 2011.
7. Pirata luzonensis Barrion & Litsinger, 1995; posta in sinonimia con P. subpiraticus (Bösenberg & Strand, 1906) a seguito di un lavoro degli aracnologi Omelko, Marusik & Koponen del 2011.
8. Pirata maculatus Emerton, 1909; trasferita dal genere Allocosa e posta in sinonimia con P. sedentarius Montgomery, 1904 a seguito di uno studio degli aracnologi Wallace & Exline, 1978.
9. Pirata piraticus moravicus Kratochvíl, 1931; posta in sinonimia con P. tenuitarsis Simon, 1876 a seguito di un lavoro degli aracnologi Michelucci & Tongiorgi del 1976.
10. Pirata piraticus utahensis Chamberlin, 1908; posta in sinonimia con P. piraticus (Clerck, 1757) a seguito di uno studio degli aracnologi Wallace & Exline del 1978.
11. Pirata shibatai Tanaka, 1995; posta in sinonimia con P. praedo Kulczynski, 1885 a seguito di uno studio degli aracnologi Marusik, Omelko & Koponen del 2010.
12. Pirata wacondana Scheffer, 1904; rimossa dalla sinonimia con P. piraticus e posta in sinonimia con P. sedentarius Montgomery, 1904 a seguito di un lavoro di Wallace & Exline del 1978.
13. Pirata zelotes Wallace & Exline, 1978; posta in sinonimia con P. praedo Kulczynski, 1885 a seguito di uno studio degli aracnologi Omelko, Marusik & Koponen del 2011.

### Specie trasferite
1. Pirata boreus Tanaka, 1974; trasferita al genere Piratula Roewer, 1960[1].
2. Pirata brisbanae (L. Koch, 1878); trasferita al genere Venatrix Roewer, 1960
3. Pirata canadensis Dondale & Redner, 1981; trasferita al genere Piratula Roewer, 1960
4. Pirata cantralli Wallace & Exline, 1978; trasferita al genere Piratula Roewer, 1960
5. Pirata clercki (Bösenberg & Strand, 1906); trasferita al genere Piratula Roewer, 1960
6. Pirata denticulatus Liu, 1987; trasferita al genere Piratula Roewer, 1960
7. Pirata emertoni Dahl, 1908; trasferita al genere Trebacosa Dondale & Redner, 1981
8. Pirata eugeni (Roewer, 1951); trasferita al genere Piratula Roewer, 1960
9. Pirata exiguus Tanaka, 1974; trasferita al genere Piratula Roewer, 1960
10. Pirata fabella (Karsch, 1879); trasferita al genere Trochosa C.L. Koch, 1847
11. Pirata figuratus (Simon, 1876); trasferita al genere Arctosa C.L. Koch, 1847
12. Pirata giganteus Gertsch, 1934; trasferita al genere Piratula Roewer, 1960
13. Pirata hiroshii Tanaka, 1986; trasferita al genere Piratula Roewer, 1960
14. Pirata hokkaidensis Tanaka, 2003; trasferita al genere Piratula Roewer, 1960
15. Pirata humicola Montgomery, 1902; trasferita al genere Piratula Roewer, 1960
16. Pirata hurkai Buchar, 1966; trasferita al genere Piratula Roewer, 1960
17. Pirata hygrophilus Thorell, 1872; trasferita al genere Piratula Roewer, 1960
18. Pirata insularis Emerton, 1885; trasferita al genere Piratula Roewer, 1960
19. Pirata iriomotensis Tanaka, 1989; trasferita al genere Piratula Roewer, 1960
20. Pirata japonicus Tanaka, 1974; trasferita al genere Piratula Roewer, 1960
21. Pirata kempi (Gravely, 1924); trasferita al genere Lycosa Latreille, 1804
22. Pirata knorri (Scopoli, 1763); trasferita al genere Piratula Roewer, 1960
23. Pirata latitans (Blackwall, 1841); trasferita al genere Piratula Roewer, 1960
24. Pirata longjiangensis Yan et al., 1997; trasferita al genere Piratula Roewer, 1960
25. Pirata marxi Stone, 1890; trasferita al genere Trebacosa Dondale & Redner, 1981
26. Pirata mascatensis (Simon, 1898); trasferita al genere Allocosa Banks, 1900
27. Pirata meridionalis Tanaka, 1974; trasferita al genere Piratula Roewer, 1960
28. Pirata minutus Emerton, 1885; trasferita al genere Piratula Roewer, 1960
29. Pirata montigena Liu, 1987; trasferita al genere Piratula Roewer, 1960
30. Pirata mossambicus (Roewer, 1960); trasferita al genere Trochosa C.L. Koch, 1847
31. Pirata nanshanensis Yin & Wang, 1984; trasferita al genere Piratula Roewer, 1960
32. Pirata oneili (Purcell, 1903); trasferita al genere Arctosa C.L. Koch, 1847
33. Pirata piccolo Dahl, 1908; trasferita al genere Piratula Roewer, 1960
34. Pirata piratoides (Bösenberg & Strand, 1906); trasferita al genere Piratula Roewer, 1960
35. Pirata praedatorius Schenkel, 1953; trasferita al genere Piratula Roewer, 1960
36. Pirata procurvus (Bösenberg & Strand, 1906); trasferita al genere Piratula Roewer, 1960
37. Pirata procurvus sinensis Song et al., 1978; trasferita al genere Piratula Roewer, 1960
38. Pirata qinlingensis Zheng & Qiu, 1980; trasferita al genere Piratula Roewer, 1960
39. Pirata sagaphilus (Strand, 1918); trasferita al genere Piratula Roewer, 1960
40. Pirata serrulatus Song & Wang, 1984; trasferita al genere Piratula Roewer, 1960
41. Pirata simplex (L. Koch, 1882); trasferita al genere Hogna Simon, 1885
42. Pirata sternomaculatus (Mello-Leitão, 1943); trasferita al genere Hogna Simon, 1885
43. Pirata tanakai Brignoli, 1983; trasferita al genere Piratula Roewer, 1960
44. Pirata tenuisetaceus Chai, 1987; trasferita al genere Piratula Roewer, 1960
45. Pirata uliginosus (Thorell, 1856); trasferita al genere Piratula Roewer, 1960
46. Pirata velox Keyserling, 1891; trasferita al genere Agalenocosa Mello-Leitão, 1944
47. Pirata wuchangensis Schenkel, 1963; trasferita al genere Piratula Roewer, 1960
48. Pirata yaginumai Tanaka, 1974; trasferita al genere Piratula Roewer, 1960
49. Pirata yesoensis Tanaka, 1985; trasferita al genere Piratula Roewer, 1960

### Nomen dubium
- Pirata albicomaculatus Franganillo, 1913; esemplari maschili e femminili, rinvenuti in Spagna: a seguito di un lavoro degli aracnologi Breitling et al. (2016b) sono da ritenersi nomina dubia[1].
- Pirata subniger Franganillo, 1913; esemplari femminili, rinvenuti in Spagna: a seguito di un lavoro degli aracnologi Breitling et al. (2016b) sono da ritenersi nomina dubia[1].

## Galleria d'immagini

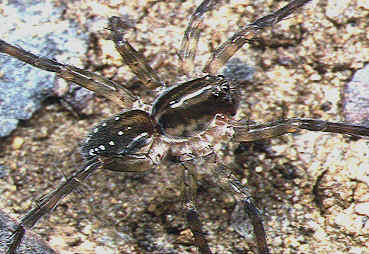
Pirata clercki, maschio
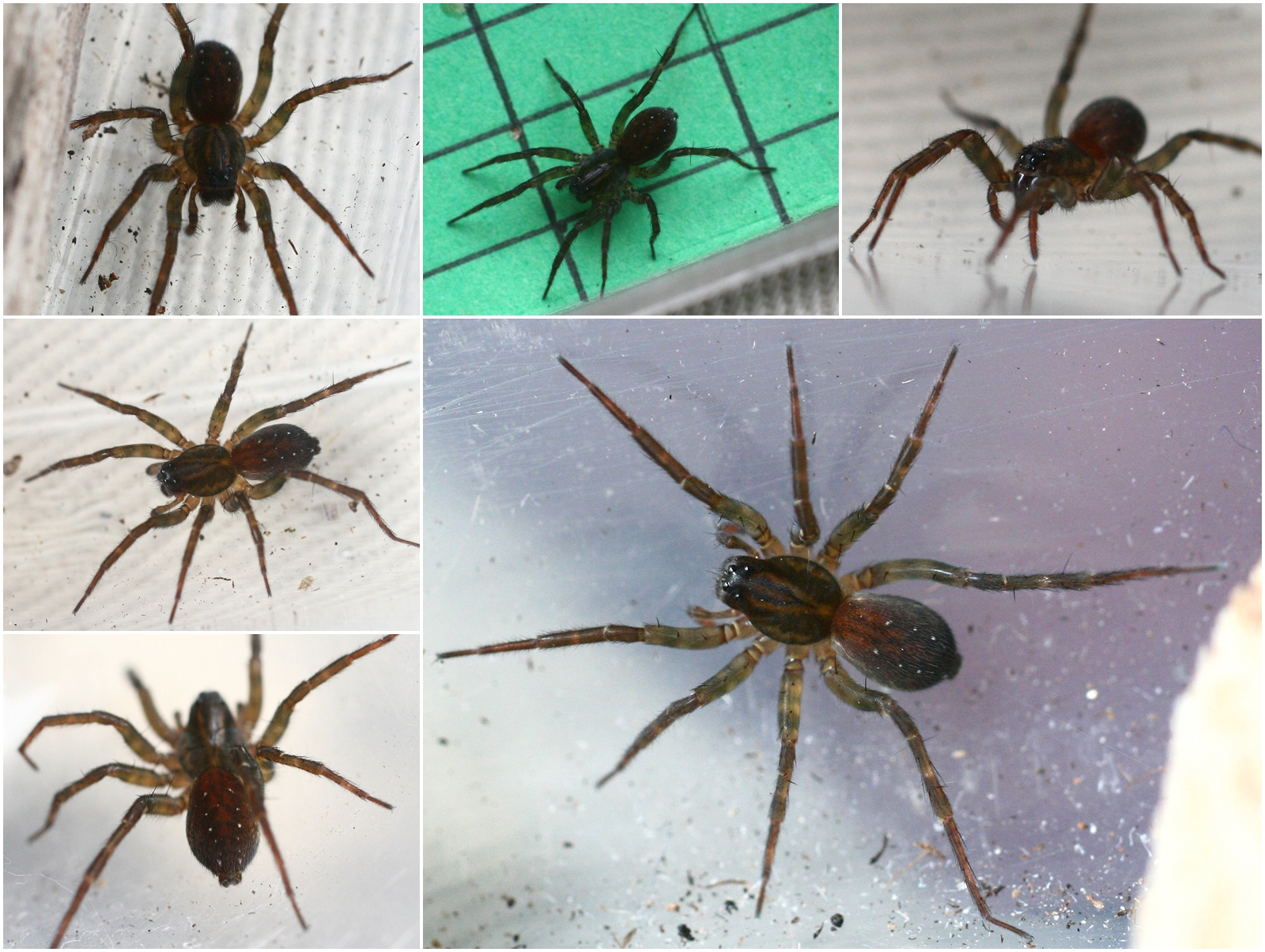
Pirata hygrophilus
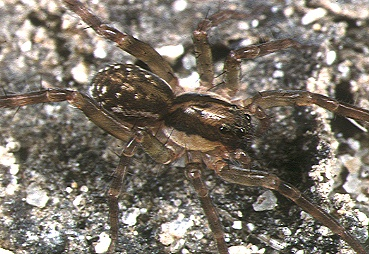
Pirata iriomotensis, femmina
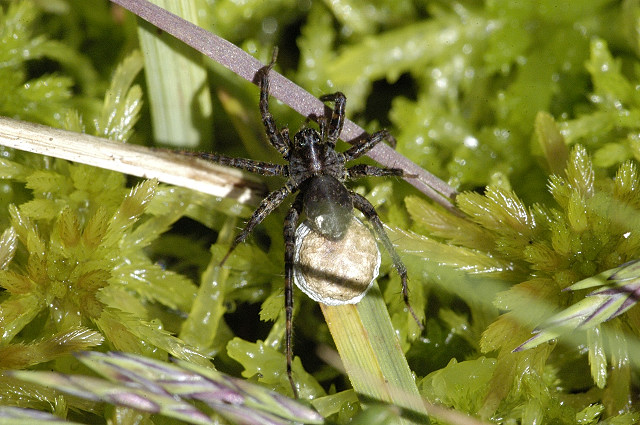
Pirata latitans, femmina con sacco ovigero
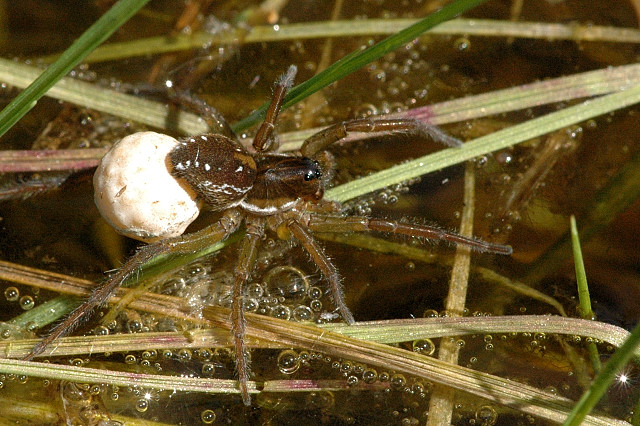
Pirata piraticus, femmina con sacco ovigero
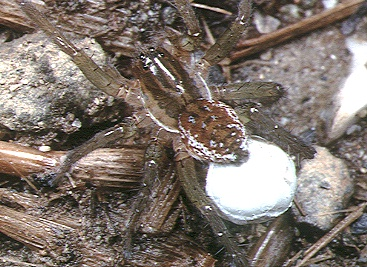
Pirata subpiraticus, femmina con sacco ovigero